# Терехов, Роман Иванович
Рома́н Ива́нович Те́рехов (род. 31 марта 1963) — советский и российский легкоатлет, специалист по многоборьям. Выступал на крупных турнирах в середине 1980-х — начале 1990-х годов, двукратный бронзовый призёр Кубка Европы в командном зачёте, многократный победитель и призёр первенств всесоюзного значения, участник Игр доброй воли в Сиэтле. Представлял Ставрополь и физкультурно-спортивное общество «Динамо».

## Биография
Роман Терехов родился 31 марта 1963 года. Занимался лёгкой атлетикой в Ставрополе в Школе высшего спортивного мастерства под руководством тренера Виктора Мирошниченко, выступал за физкультурно-спортивное общество «Динамо».
Впервые заявил о себе в десятиборье в сезоне 1985 года, когда с результатом в 7719 очков одержал победу на соревнованиях в Шахтах.
В 1986 году на IX летней Спартакиаде народов СССР в Ташкенте набрал 7776 очков и занял 11-е место.
В июне 1987 года выиграл серебряную медаль на соревнованиях в Смоленске (7852).
В 1988 году стал шестым на чемпионате СССР в Киеве, получил серебро на всесоюзном турнире в Ташкенте.
В 1989 году в восьмиборье выиграл матчевую встречу со сборной ГДР в Волгограде и одновременно с этим стал победителем разыгрывавшегося здесь зимнего чемпионата СССР, при этом показанный результат в 6767 очков стал новым рекордом страны. На летнем чемпионате СССР в Брянске в десятиборье набрал 8192 очка и получил серебро (это высшее достижение Терехова, хотя World Athletics не признаёт этот результат его личным рекордом). Позднее в составе советской сборной принял участие в Кубке Европы по легкоатлетическим многоборьям в Тёнсберге — с результатом в 7689 очков занял 12-е место в личном зачёте и вместе с соотечественниками стал бронзовым призёром мужского командного зачёта.
В 1990 году победил на международном турнире в американском Де-Мойне, стал четвёртым в Сочи и пятым на Играх доброй воли в Сиэтле.
В 1991 году на Кубке Европы в Хелмонде установил свой официально ратифицированный рекорд (7758), занял 11-е место в личном зачёте и вновь стал бронзовым призёром мужского командного зачёта.
В мае 1992 года выиграл серебряную медаль на соревнованиях в Краснодаре.
В 1993 году семиборье взял бронзу на зимнем чемпионате России в Санкт-Петербурге.